# Mouvement démocratique brésilien
Pour les articles homonymes, voir MDB.
Le Mouvement démocratique brésilien (en portugais : Movimento Democrático Brasileiro, MDB) — dénommé de 1979 à 2017 Parti du mouvement démocratique brésilien (en portugais : Partido do Movimento Democrático Brasileiro, PMDB) — est un parti politique brésilien, fondé le 4 décembre 1965. Souvent classé au centre de l’échiquier politique, il est membre de la Conférence permanente des partis politiques d'Amérique latine et des Caraïbes.

## Histoire

### Mouvement démocratique brésilien (1965-1979)
Lors de sa fondation, le Mouvement démocratique brésilien est l'un des deux partis politiques brésiliens autorisés durant la période du régime militaire, dans le cadre du bipartisme imposé par l'Acte institutionnel no 2 de 1965. L'autre parti était l'ARENA. La plupart des membres du MDB venaient du Parti social démocratique (centre) et du Parti travailliste brésilien (centre gauche).
Le Mouvement démocratique brésilien était un parti d'opposition, qui eut une victoire écrasante à la Chambre des députés et au Sénat en 1974. Les militaires de la ligne dure ont eu peur du résultat des urnes. Ils n'étaient pas d'accord avec l'ouverture politique qu'ils considéraient comme une menace à la sécurité nationale. Selon eux, il y avait des agents communistes dans la presse et dans les syndicats. Recherchant ces agents, ils ont arrêté le journaliste Vladimir Herzog et l'ouvrier Manuel Fiel Filho (pt). La mort de ces derniers, dans des conditions suspectes, dans les bâtiments de la deuxième armée, à São Paulo, provoqua une énorme protestation publique et força Ernesto Geisel alors président à démettre de ses fonctions le général Ednardo D'Ávila Melo, commandant du IIe corps de l'armée et principal représentant de l'ultra-droite du régime.

### Parti du mouvement démocratique brésilien (1979-2017)

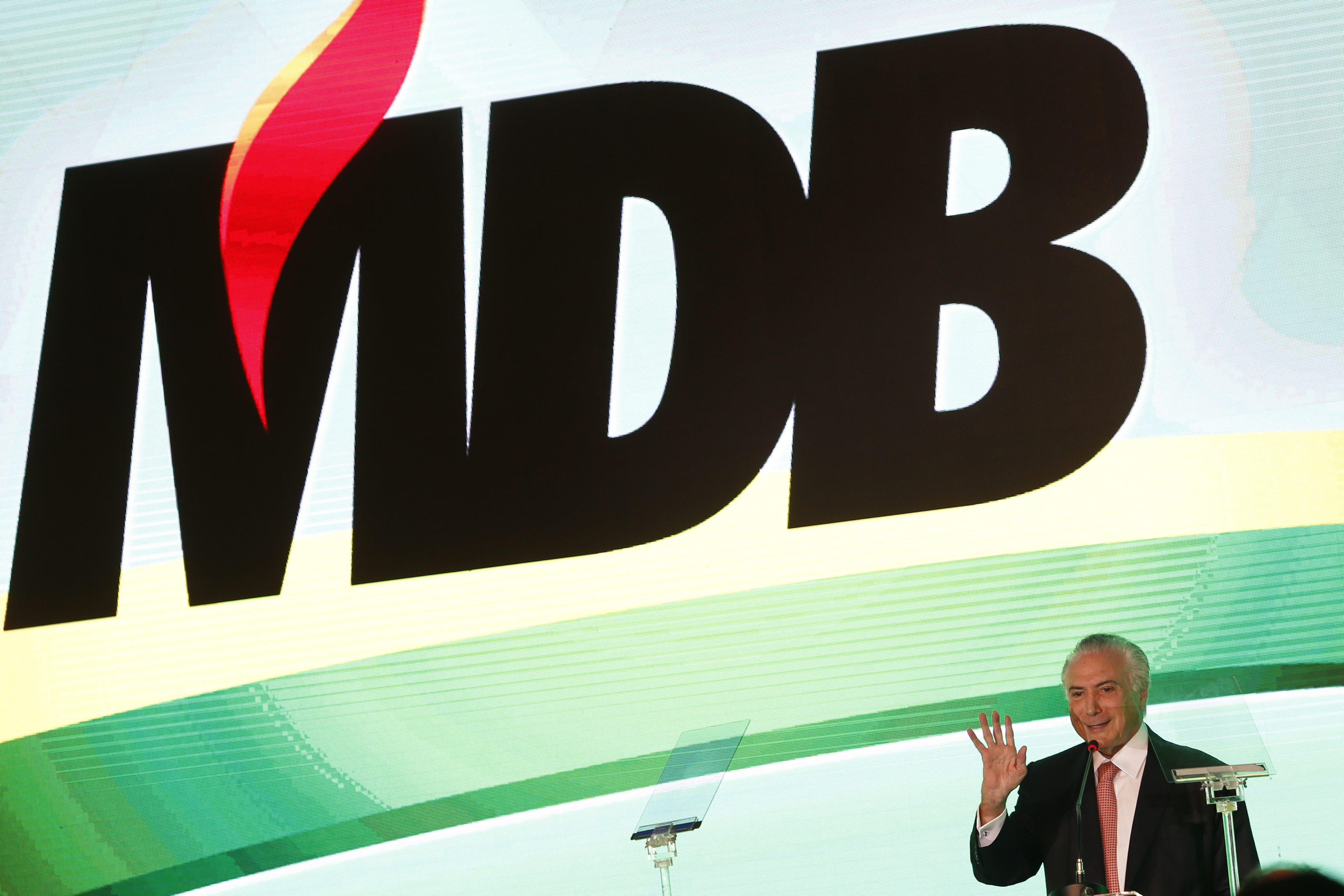
Michel Temer en 2017.

Il s'est transformé le 27 novembre 1979, lors de l'abandon du bipartisme au profit du multipartisme, en Parti du mouvement démocratique brésilien (PMDB).
Il est avec le PSB (Parti socialiste brésilien) l'un des principaux alliés du Parti de la social-démocratie brésilienne (PSDB) et fait partie de la coalition gouvernementale au niveau fédéral. Michel Temer, membre du parti, devient président du Brésil après avoir contribué à destituer Dilma Rousseff.
Selon Le Monde diplomatique, le PMDB est le parti politique brésilien ayant reçu le plus de pots-de-vin de l'entreprise Odebrecht. Le responsable des « relations institutionnelles » de l'entreprise, Melo Filho, indique pouvoir trouver chez les sénateurs du PMDB « les parlementaires les plus dévoués aux intérêts du groupe », mais également ceux « qui demandaient les contributions les plus élevées ». Selon Le Monde, "ce parti centriste est devenu au fil des années le symbole d’un establishment opportuniste et souvent corrompu."
En novembre 2016, le gouverneur PMDB de Rio de Janeiro, Sergio Cabral, proche de Luiz Inácio Lula da Silva, est incarcéré pour avoir détourné l’équivalent de 60,5 millions d’euros. Selon la presse brésilienne, trois députés du PMDB — Edson Albertassi, Paulo Melo et Jorge Picciani — sont impliqués dans l'assassinat de Marielle Franco en mars 2018.

### Retour au Mouvement démocratique brésilien (depuis 2017)
Le parti retrouve sa dénomination d'origine en 2017.
Lors de l'élection présidentielle brésilienne de 2018, le candidat du parti, Henrique Meirelles, obtient 1,2 % des voix. Fin 2021, le sénateur Fernando Bezerra Coelho (pt), affilié à ce parti depuis 2017 est cité par O Globo comme un des parlementaires ayant bénéficié des fonds alloués via le budget secret ou amendement  du rapporteur.

## Idéologie
C'est un parti attrape-tout, apparenté au centrão, comprenant des politiciens conservateurs comme Eduardo Cunha, des libéraux comme Pedro Simon (en), des politiciens de centre gauche comme Roberto Requião (en), des populistes comme Iris Rezende (en), ou encore des nationalistes comme Orestes Quércia. 
Le programme du parti s'appuie à partir de 2015 sur le document « Le pont vers le futur » détaillant les mesures à prendre pour moderniser le Brésil, dont la réforme du code du travail, la refonte du système de retraite, la privatisation de certaines entreprises publiques et la baisse de certains droits sociaux.

## Identité visuelle

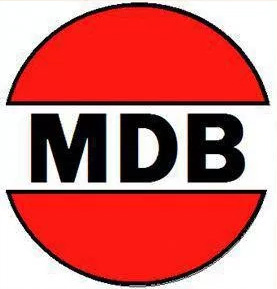
Logotype de 1965 à 1980.
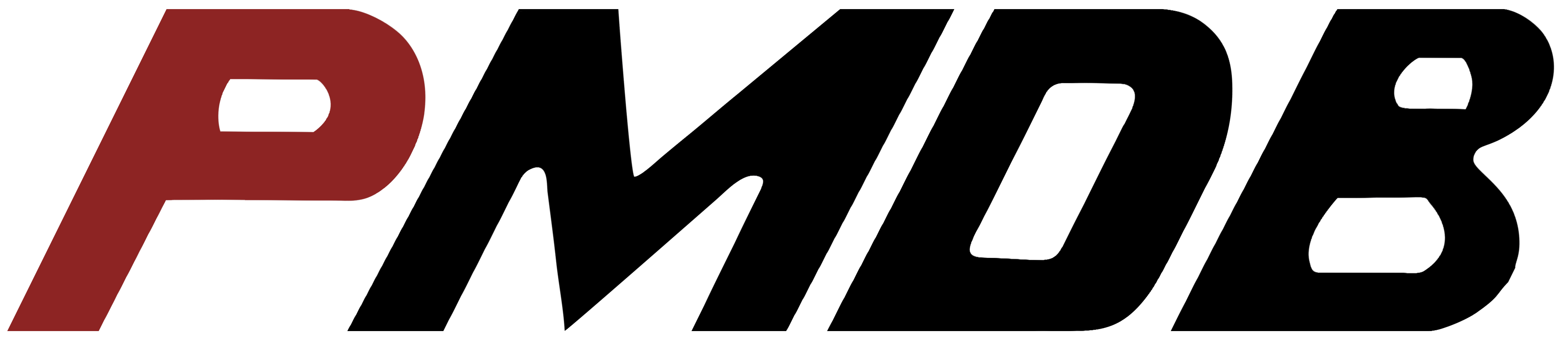
Logotype en 1980.
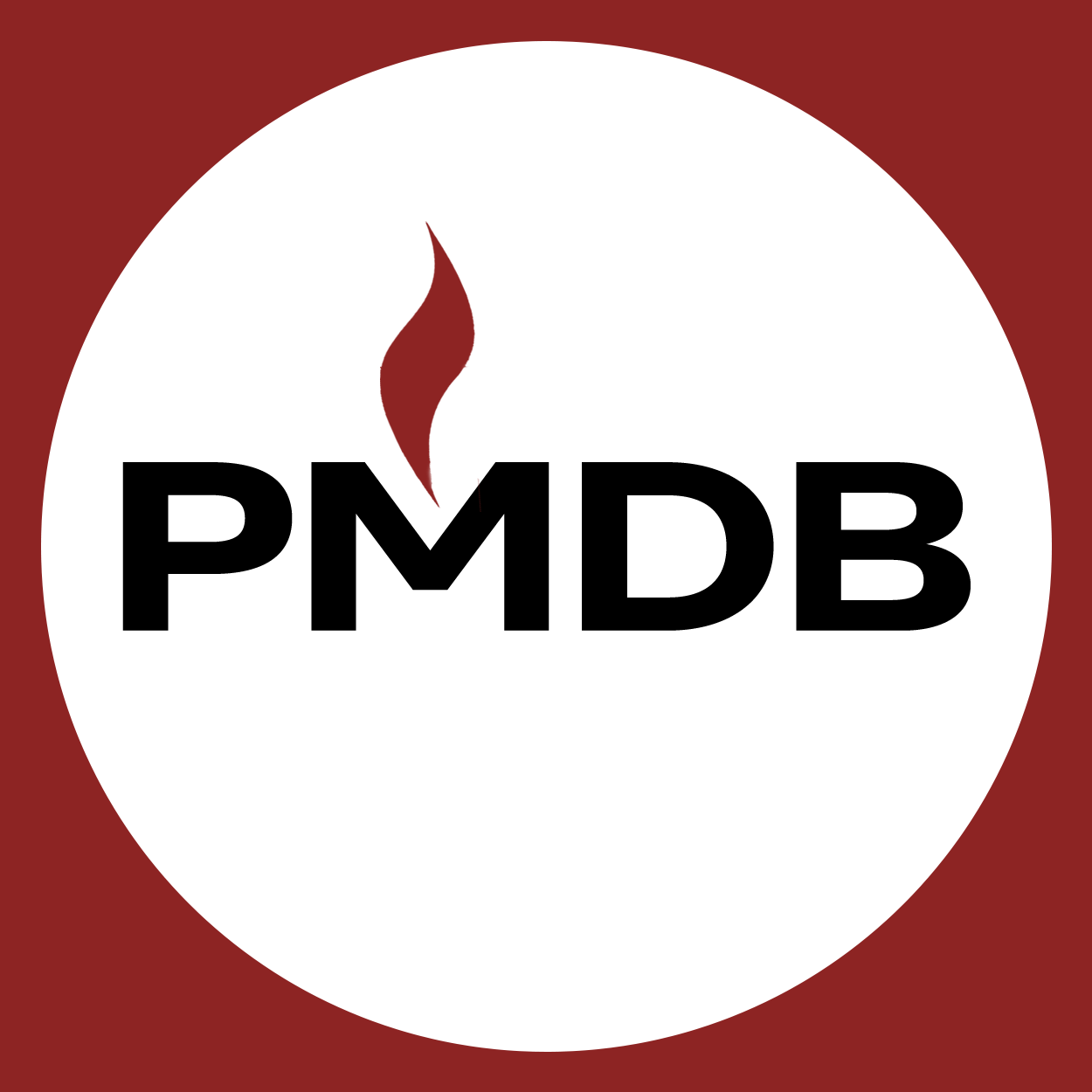
Logotype de 1990 à 1994.
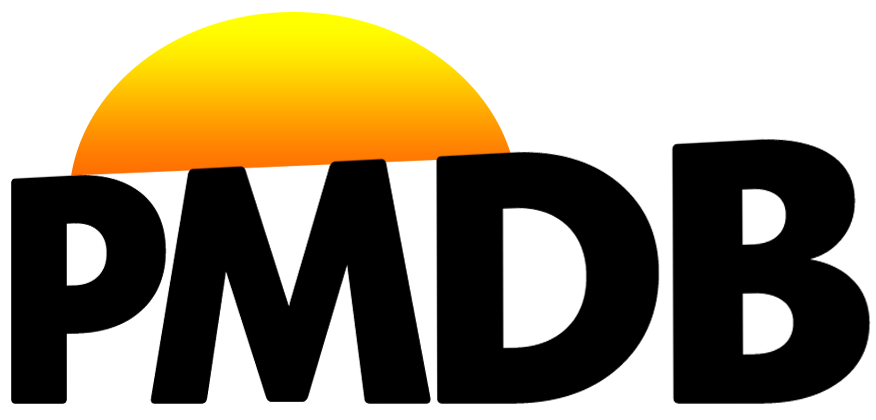
Logo de 1994 à 2000
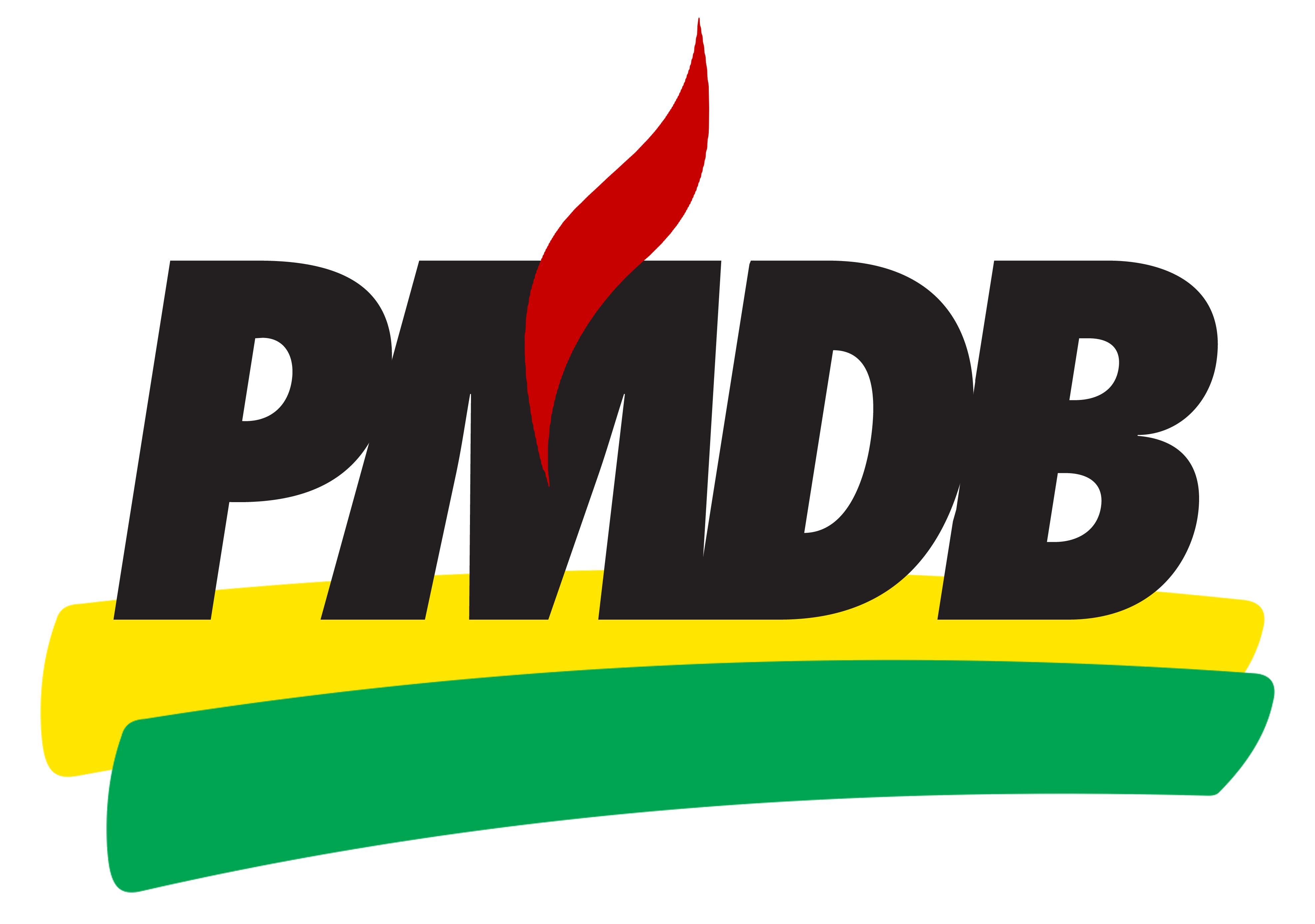
Logo de 2000 à 2017
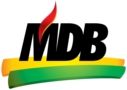
Logotype depuis 2017.